# Trandeiras
Trandeiras is een plaats (freguesia) in de Portugese gemeente Braga en telt 703 inwoners (2001).